# Bana (Hungria)
Bana é um município da Hungria, situado no condado de Komárom-Esztergom. Tem 25,11 km² de área e sua população em 2015 foi estimada em 1.629 habitantes.